# Östlich Raron
Het district Östlich Raron (Frans: District de Rarogne oriental) behoort tot het Zwitserse kanton Wallis met als hoofdplaats Mörel-Filet.
Het district omvat de volgende gemeenten:
| Gemeentenaam | Inwoners (x) | Oppervlakte (km²) |
| ------------ | ------------ | ----------------- |
| Betten       | x            | 26,4              |
| Bister       | 30           | 5,8               |
| Bitsch       | 856          | 4,1               |
| Grengiols    | 464          | 58,5              |
| Martisberg   | x            | 3,0               |
| Mörel-Filet  | 703          | 8,4               |
| Riederalp    | 508          | 21,0              |

Brig · Conthey · Entremont · Goms · Hérens · Leuk · Martigny · Monthey · Östlich Raron · Saint-Maurice · Sierre · Sion · Visp · Westlich Raron